# クリス・ワイドマン

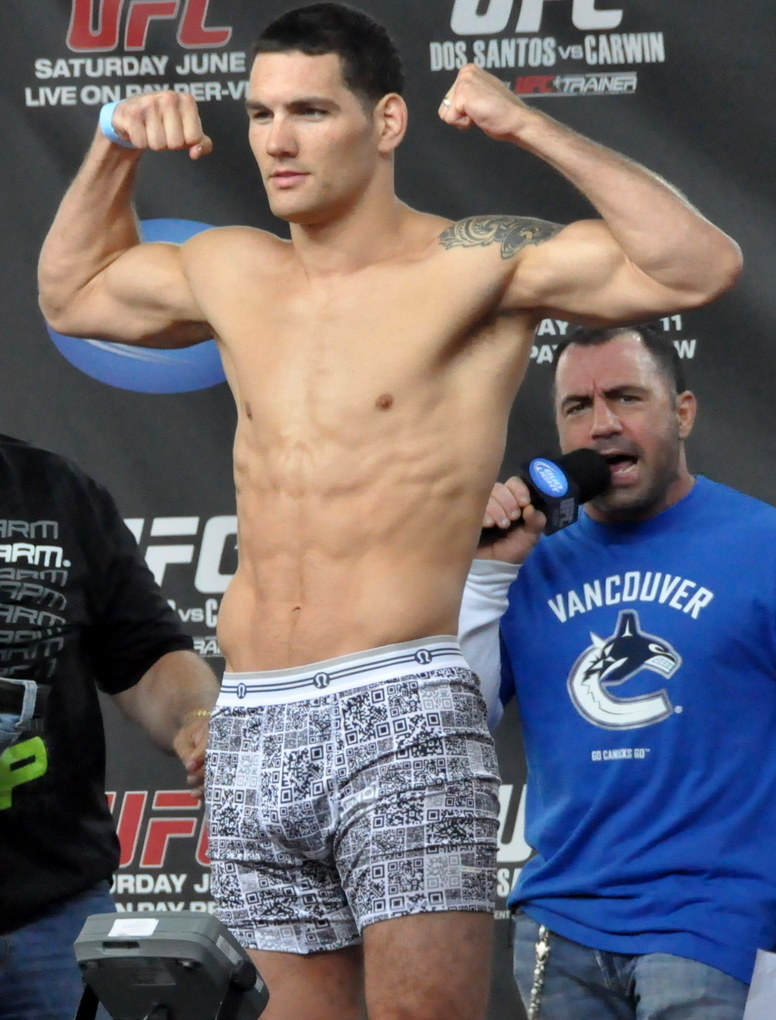
計量時のワイドマン

クリス・ワイドマン（Chris Weidman、1984年6月17日 - ）は、アメリカ合衆国の男性総合格闘家。ニューヨーク州ボールドウィン出身。セラ・ロンゴ・ファイトチーム所属。元UFC世界ミドル級王者。クリス・ウェイドマンとも表記される。

## 来歴
幼い頃からレスリングを始め、ボールドウィン高校時代はレスリングでニューヨーク州王者となった。ナッソー・コミュニティ・カレッジ時代に2度のNJCAAオールアメリカンとなり、ホフストラ大学に転入した後はNCAAディビジョン1でオールアメリカンに2度選出された。レスリング時代にはライアン・ベイダーに勝利している。
ホフストラ大学時代にマット・セラ・ブラジリアン柔術・アカデミーでレスリングクラスの指導を依頼され、そこでワイドマン自身もブラジリアン柔術のクラスを受講すると、3ヶ月後には東海岸地区グラップラーズ・クエストで13試合全て関節技で一本勝ちをし自身の階級と無差別級の2階級で優勝を果たした。
卒業後も、ホフストラ大学と同大学院でレスリングのアシスタントコーチとして働きながら北京オリンピックへの出場を目指していたが叶わず、今後もオリンピックを目指すか総合格闘技へ転向するか悩んでいた時にレイ・ロンゴと出会い総合格闘技転向を決意した。
2009年、ADCCサブミッション・レスリング世界選手権で88kg級に出場し、2回戦でアンドレ・ガウヴァオンに敗れた。

### 総合格闘技
2009年2月20日、総合格闘技デビュー。

#### 2010年
2010年9月24日、ROCミドル級タイトルマッチで王者ユライア・ホールと対戦し、パウンドでTKO勝ちを収め王座獲得に成功した。
2010年12月3日、ROCミドル級タイトルマッチで挑戦者バウジール・アラウージョと対戦し、3-0の判定勝ちを収め初防衛に成功した。

#### 2011年
2011年にレイ・ロンゴと共同でニューヨーク州ナッソー地区に格闘技ジム「ロンゴ・アンド・ワイドマン・ロウ・MMA」を開いた。

### UFC
2011年3月3日、UFC初参戦となったUFC Live: Sanchez vs. Kampmannでアレッシオ・サカラと対戦し、3-0の判定勝ちを収めた。
2011年6月11日、UFC 131でジェシー・ボングフェルトと対戦し、ギロチンチョークで一本勝ち。サブミッション・オブ・ザ・ナイトを受賞した。

#### 2012年
2012年1月28日、UFC on FOX 2でデミアン・マイアと対戦し、判定勝ち。判定は当初2-1とアナウンスされたが、3-0と訂正された。
2012年7月11日、UFC on Fuel TV 4でマーク・ムニョスと対戦し、カウンターの肘打ちでダウンを奪いパウンドでKO勝ち。ノックアウト・オブ・ザ・ナイトを受賞した。試合後のマイクでは王者アンデウソン・シウバへの挑戦をアピールした。

#### 2013年

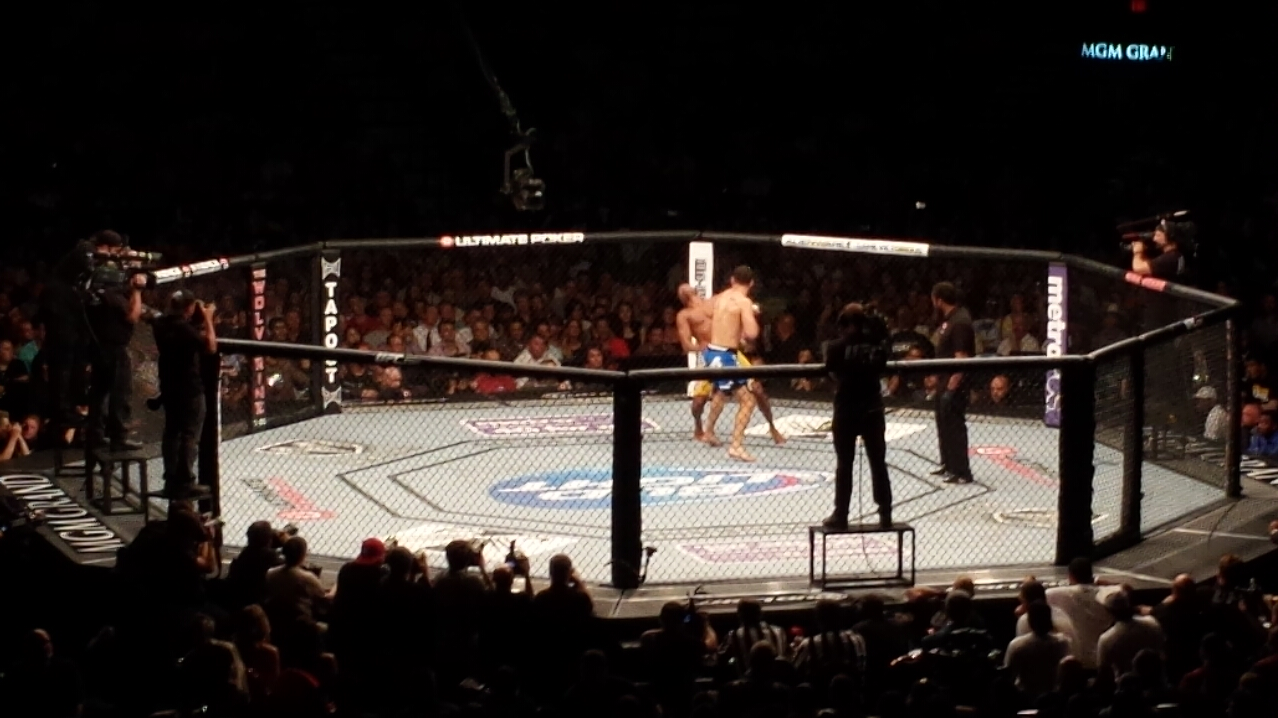
2013年、UFC 162でアンデウソン・シウバをKOするワイドマン

#### UFC世界王座獲得
2013年7月6日、1年ぶりの復帰戦となったUFC 162のUFC世界ミドル級タイトルマッチで王者アンデウソン・シウバに挑戦。ブックメーカーのオッズは2-1でワイドマンが僅差で不利とみられていたが、ジョルジュ・サンピエールを始めとしたワイドマンの勝利を予想するファイターや専門家が多数いた試合を、左フックでダウンを奪いパウンドで2RKO勝ちを収め王座獲得に成功。ノックアウト・オブ・ザ・ナイトを受賞した。シウバはこの敗北で約7年間、10度に渡って防衛に成功したUFC世界ミドル級王座から陥落した。
2013年12月28日、UFC 168のUFC世界ミドル級タイトルマッチでミドル級ランキング1位のアンデウソン・シウバと再戦。2Rにシウバの左ローキックがワイドマンの膝に直撃し、シウバは左足の脛骨と腓骨を骨折。これによりTKO勝ちとなり、王座の初防衛に成功。試合後の記者会見では「相手のローキックを膝で防御する練習はしてきた」と語っている。

#### 2014年
2014年7月5日、UFC 175のUFC世界ミドル級タイトルマッチでミドル級ランキング3位のリョート・マチダと対戦し、3-0の5R判定勝ちを収め2度目の王座防衛に成功。ファイト・オブ・ザ・ナイトを受賞した。

#### 2015年
2015年5月5日、ヘンゾ・グレイシーとマット・セラからブラジリアン柔術黒帯を授与された。
2015年5月23日、UFC 187のUFC世界ミドル級タイトルマッチでミドル級ランキング3位のビクトー・ベウフォートと対戦し、マウントパンチで1RTKO勝ちを収め3度目の防衛に成功。パフォーマンス・オブ・ザ・ナイトを受賞した。

#### 世界王座陥落
2015年12月12日、UFC 194のUFC世界ミドル級タイトルマッチでミドル級ランキング１位のルーク・ロックホールドと対戦。一進一退の攻防が続くなか、3Rにテイクダウンを許すとそこから一気にロックホールドペースとなり、4RにパウンドでTKO負けを喫し王座から陥落。破れはしたものの、ファイト・オブ・ザ・ナイトを受賞した。

#### 2016年
2016年11月12日、UFC 205でミドル級ランキング4位のヨエル・ロメロと対戦。優勢に試合を進めたものの、3Rにタックルに跳び膝蹴りを合わされ大流血のKO負け。

#### 2017年
2017年4月8日、UFC 210でミドル級ランキング5位のゲガール・ムサシと対戦。2Rに膝蹴りを当てられ反則である4点ポジションでの膝蹴りとレフェリーは判断し試合を中断。しかしインスタントリプレイ（ビデオ判定）でギリギリ4点ポジションではなく、反則ではない有効な膝蹴りであったことが確認され、ドクターストップによりムサシのTKO勝ちとなった。
2017年7月22日、UFC on FOX 25でミドル級ランキング8位のケルヴィン・ガステラムと対戦。1Rにガステラムのワンツーでダウンするも2R以降はテイクダウンで盛り返し3Rに肩固めで一本勝ち。

#### 2018年
2018年11月3日、約1年4ヶ月ぶりの復帰戦となったUFC 230でミドル級ランキング5位のホナウド・ジャカレイと対戦。一進一退の打撃戦を繰り広げるも、3Rに右フックでダウンを奪われ、パウンドでKO負け。敗れはしたものの、ファイト・オブ・ザ・ナイトを受賞した。

#### 2019年

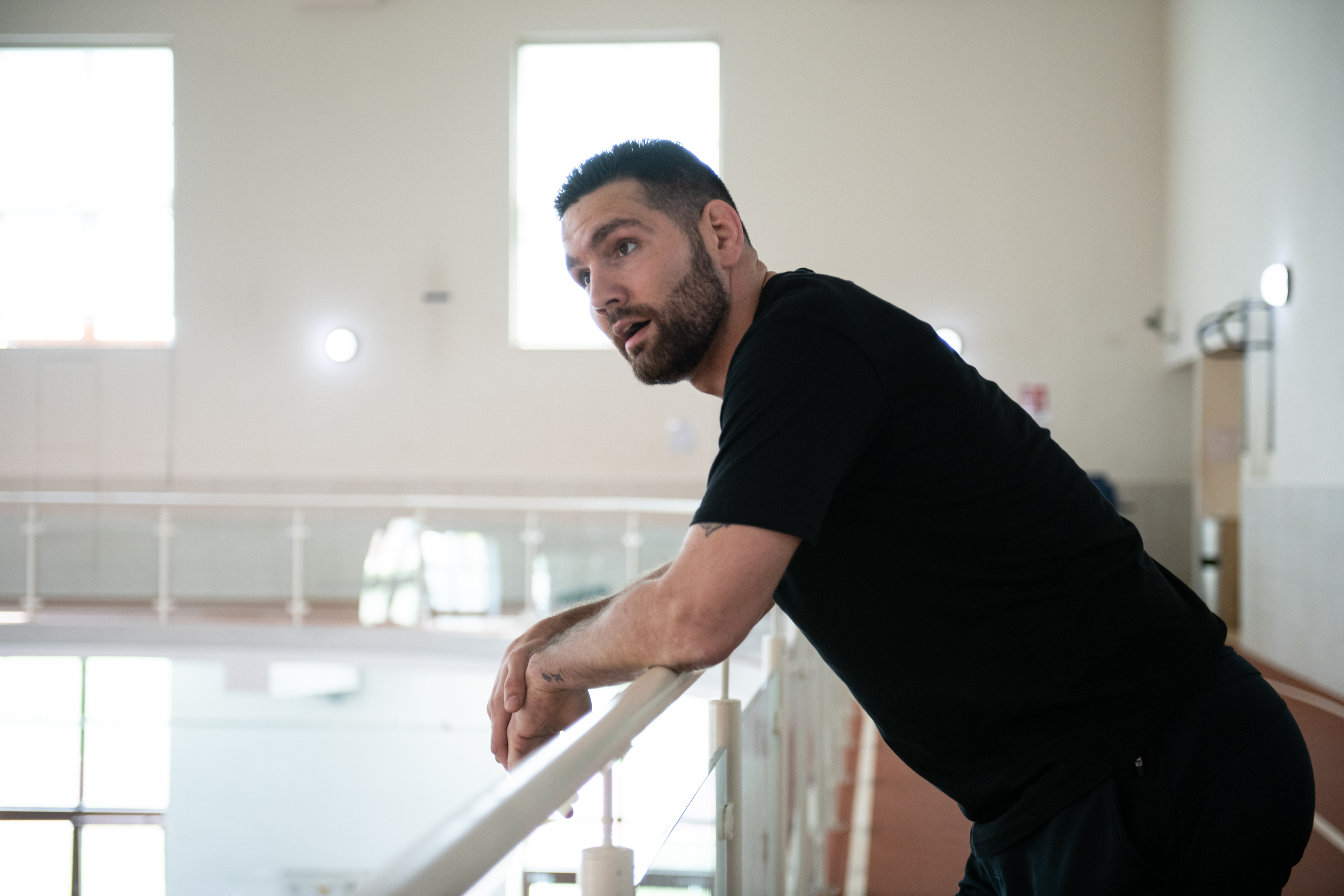
2019年のワイドマン

2019年10月18日、ライトヘビー級転向初戦となったUFC on ESPN: Reyes vs. Weidmanでライトヘビー級ランキング4位のドミニク・レイエスと対戦し、1R序盤に左ストレートでダウンを奪われ、パウンドでTKO負け。

#### 2020年
2020年8月8日、ミドル級復帰戦となったUFC Fight Night: Lewis vs. Oleinikでミドル級ランキング11位のオマリ・アフメドフと対戦し、3-0の判定勝ち。

#### 2021年
2021年4月24日、UFC 261でミドル級ランキング9位のユライア・ホールと再戦。序盤に放った右ローキックがホールの膝付近を直撃し、右脚の脛骨と腓骨を骨折しTKO負け。

## ファイトスタイル
体幹の強さから繰り出す打撃を得意とする。また、レスリングでオリンピック銀メダルを獲得したヨエル・ロメロからテイクダウンを奪うほどのレスリングスキルを併せ持ち、テイクダウンからのパウンドも主武器の一つである。

## 人物・エピソード
- ナッソー郡ではワイドマンがUFC王者になったのを記念して、7月17日を「クリス・ワイドマンの日」に制定した[14]。
- ワイドマンの実妹は同じく総合格闘家のスティーブン・トンプソンの実弟と結婚しており、ワイドマンはトンプソンの義弟にあたる[15]。
- 2012年10月29日、自宅がハリケーン・サンディの被害を受け、自身も負傷した[16]。その後、非営利団体のスタテン・ストロングを通じて、ハリケーン・サンディの犠牲者の家の再建を支援するために寄付をしている。
- 敬虔なクリスチャンであり、左肩には十字架と「Only God Can Judge Me」というメッセージのタトゥーを入れている[17]。また、選手コールの際には空に指差すパフォーマンスを行う。
- 既婚者であり、3人の子供がいる。

## 戦績

### 総合格闘技
| 総合格闘技 戦績 | 総合格闘技 戦績 | 総合格闘技 戦績 | 総合格闘技 戦績 | 総合格闘技 戦績 | 総合格闘技 戦績 | 総合格闘技 戦績 |
| --------------- | --------------- | --------------- | --------------- | --------------- | --------------- | --------------- |
| 24 試合         | (T)KO           | 一本            | 判定            | その他          | 引き分け        | 無効試合        |
| 16 勝           | 6               | 4               | 6               | 0               | 0               | 0               |
| 8 敗            | 7               | 0               | 1               | 0               | 0               | 0               |

| 勝敗 | 対戦相手                 | 試合結果                             | 大会名                                                         | 開催年月日     |
| ×    | エリク・アンダース       | 2R 4:51 TKO（パウンド）              | UFC 310: Pantoja vs. Asakura                                   | 2024年12月7日  |
| ○    | ブルーノ・シウバ         | 3R 2:18 負傷判定3-0                  | UFC on ESPN 54: Blanchfield vs. Fiorot                         | 2024年3月30日  |
| ×    | ブラッド・タヴァレス     | 5分3R終了 判定0-3                    | UFC 292: Sterling vs. O'Malley                                 | 2023年8月19日  |
| ×    | ユライア・ホール         | 1R 0:17 TKO（右脚の骨折）            | UFC 261: Usman vs. Masvidal 2                                  | 2021年4月24日  |
| ○    | オマリ・アフメドフ       | 5分3R終了 判定3-0                    | UFC Fight Night: Lewis vs. Oleinik                             | 2020年8月8日   |
| ×    | ドミニク・レイエス       | 1R 1:43 TKO（左ストレート→パウンド） | UFC on ESPN 6: Reyes vs. Weidman                               | 2019年10月18日 |
| ×    | ホナウド・ジャカレイ     | 3R 2:46 KO（右フック→パウンド）      | UFC 230: Cormier vs. Lewis                                     | 2018年11月3日  |
| ○    | ケルヴィン・ガステラム   | 3R 3:45 肩固め                       | UFC on FOX 25: Weidman vs. Gastelum                            | 2017年7月22日  |
| ×    | ゲガール・ムサシ         | 2R 3:31 TKO（膝蹴り連打）            | UFC 210: Cormier vs. Johnson 2                                 | 2017年4月8日   |
| ×    | ヨエル・ロメロ           | 3R 0:24 KO（左跳び膝蹴り）           | UFC 205: Alvarez vs. McGregor                                  | 2016年11月12日 |
| ×    | ルーク・ロックホールド   | 4R 3:12 TKO（パウンド）              | UFC 194: Aldo vs. McGregor 【UFC世界ミドル級タイトルマッチ】   | 2015年12月12日 |
| ○    | ビクトー・ベウフォート   | 1R 2:53 TKO（マウントパンチ）        | UFC 187: Johnson vs. Cormier 【UFC世界ミドル級タイトルマッチ】 | 2015年5月23日  |
| ○    | リョート・マチダ         | 5分5R終了 判定3-0                    | UFC 175: Weidman vs. Machida 【UFC世界ミドル級タイトルマッチ】 | 2014年7月5日   |
| ○    | アンデウソン・シウバ     | 2R 1:16 TKO（左脚の骨折）            | UFC 168: Weidman vs. Silva 2 【UFC世界ミドル級タイトルマッチ】 | 2013年12月28日 |
| ○    | アンデウソン・シウバ     | 2R 1:18 KO（左フック→パウンド）      | UFC 162: Silva vs. Weidman 【UFC世界ミドル級タイトルマッチ】   | 2013年7月6日   |
| ○    | マーク・ムニョス         | 2R 1:37 KO（肘打ち→パウンド）        | UFC on Fuel TV 4: Munoz vs. Weidman                            | 2012年7月11日  |
| ○    | デミアン・マイア         | 5分3R終了 判定3-0                    | UFC on FOX 2: Evans vs. Davis                                  | 2012年1月28日  |
| ○    | トム・ローラー           | 1R 2:07 ダースチョーク               | UFC 139: Shogun vs. Henderson                                  | 2011年11月19日 |
| ○    | ジェシー・ボングフェルト | 1R 4:54 ギロチンチョーク             | UFC 131: dos Santos vs. Carwin                                 | 2011年6月11日  |
| ○    | アレッシオ・サカラ       | 5分3R終了 判定3-0                    | UFC Live: Sanchez vs. Kampmann                                 | 2011年3月3日   |
| ○    | バウジール・アラウージョ | 5分3R終了 判定3-0                    | Ring of Combat 33 【ROCミドル級タイトルマッチ】                | 2010年12月3日  |
| ○    | ユライア・ホール         | 1R 3:06 TKO（パウンド）              | Ring of Combat 31 【ROCミドル級タイトルマッチ】                | 2010年9月24日  |
| ○    | マイク・スチュワート     | 1R 2:38 TKO（パンチ連打）            | Ring of Combat 24                                              | 2009年4月17日  |
| ○    | ルーベン・ロペス         | 1R 1:35 キムラロック                 | Ring of Combat 23                                              | 2009年2月20日  |

### グラップリング
| 勝敗 | 対戦相手                   | 試合結果         | 大会名                         | 開催年月日    |
| ×    | ヴィニシウス・マガリャエス | 腕ひしぎ十字固め | ADCC 2009 【無差別級 2回戦】   | 2009年9月27日 |
| ○    | アントワーヌ・ジャウジ     | ポイント         | ADCC 2009 【無差別級 1回戦】   | 2009年9月27日 |
| ×    | アンドレ・ガウヴァオン     | ポイント         | ADCC 2009 【88kg未満級 2回戦】 | 2009年9月26日 |
| ○    | ダニエル・タベラ           | ポイント         | ADCC 2009 【88kg未満級 1回戦】 | 2009年9月26日 |

## 獲得タイトル
- ADCC 2009 北米東海岸予選 88kg未満級 優勝（2009年）
- 第6代ROCミドル級王座（2010年）
- 第6代UFC世界ミドル級王座（2013年）

## 表彰
- ブラジリアン柔術 黒帯
- レスリング NCAAオールアメリカン（2006年、2007年）
- レスリング NJCAAオールアメリカン（2004年、2005年）
- UFC ファイト・オブ・ザ・ナイト（3回）
- UFC ノックアウト・オブ・ザ・ナイト（2回）
- UFC サブミッション・オブ・ザ・ナイト（1回）
- UFC パフォーマンス・オブ・ザ・ナイト（1回）
- SHERDOG ファイター・オブ・ザ・イヤー（2013年）
- SHERDOG ノックアウト・オブ・ザ・イヤー（2013年）
- Yahoo! Sports 男子ファイター・オブ・ザ・イヤー（2013年）

## ペイ・パー・ビュー販売件数
| 開催年月日     | イベント                                               | 販売件数   | 備考 |
| -------------- | ------------------------------------------------------ | ---------- | ---- |
| 2014年7月5日   | UFC 175: クリス・ワイドマン vs. リョート・マチダ       | 55万件     |      |
| 2013年12月28日 | UFC 168: クリス・ワイドマン vs. アンデウソン・シウバ 2 | 102万5千件 |      |
| 2013年7月6日   | UFC 162: アンデウソン・シウバ vs. クリス・ワイドマン 1 | 55万件     |      |